# حاج دين محمد
حاج دين محمد المعروف أيضًا باسم عزيز الله دين محمد هو سياسي أفغاني شغل منصب حاكم ولاية ننكرهار، ثم حاكم ولاية كابول. وهو رئيس حزب السلام والتنمية الإسلامي. شارك في عملية السلام والمصالحة بين الحكومة الأفغانية وطالبان وهو نائب المجلس الأعلى للمصالحة الوطنية. ينحدر حاج دين محمد من عائلة بشتونية مميزة «عرسال». عائلة عرسال هي جزء من جبار خيل (قبيلة فرعية من قبيلة أحمدزاي). وهو أيضًا الأخ الأكبر للراحل حاج عبد القادر وعبد الحق، جده الأكبر وزير أرسله خان، شغل منصب وزير خارجية أفغانستان عام 1869.
خلال عهد طالبان، عاش دين محمد في المنفى وساعد أخوه عبد الحق في تأسيس حكومة ما بعد طالبان. في عام 2001، قُبض على عبد الحق وأُعدم من قبل طالبان. وكذلك أُعدم ابنه عزة الله سهل مع عبد الحق في عام 2001. شغل أخوه عبد القادر منصب حاكم مقاطعة ننكرهار بعد الاحتلال السوفيتي، وكان له الفضل في الحفاظ على السلام في المحافظة خلال سنوات الصراع الأهلي التي أعقبت الانسحاب السوفيتي. شغل عبد القادر منصب نائب الرئيس في حكومة حامد كرزاي المشكلة حديثًا في مرحلة ما بعد طالبان، ولكن اغتيل على يد مهاجمين مجهولين في يوليو 2002. في نفس الشهر من عام 2002، ثم اختير دين محمد محافظا لولاية ننكرهار. وفي أغسطس 2005، أصبح حاكم ولاية كابول حتى أغسطس 2009.
لا يزال دين محمد وشقيقه الحاج نصر الله باريالي أرسلاي ملتزمين بمبادئ الحكومة الشاملة والمصالحة بين الفصائل المتنافسة في أفغانستان، وكانا نشطين في تعزيز التنمية الاقتصادية وإعادة بناء المجتمع الأفغاني بعد عقود من الفوضى والعنف.